# Mont-rejau (Alta Garona)
Montréjeau (en occità Montrejau) és un municipi francès situat al departament de l'Alta Garona i a la regió d'Occitània.

## Personatges il·lustres
- Bertrand Larada, poeta occità.